# Военные операции, отличные от войны
Военные операции, отличные от войны или военные операции в условиях отсутствия войны (англ. military operations other than war) или MOOTW — собирательное понятие, под которым понимаются самые разные действия вооружённых сил, начиная с демонстрации военной мощи и заканчивая организацией вооружённой интервенции. 
Кроме этого, в ряд таких действий включается активность, направленная на решение задач, не свойственных вооружённым силам — например, содействие выполнению гуманитарных, культурных и образовательных проектов, оказание информационной, полицейской, пропагандистской и другой помощи гражданской администрации при ликвидации последствий террористических актов, техногенных и природных катастроф и тому подобное.
Впервые понятие военных операций, отличных от войны появилось в американском полевом уставе сухопутных войск FM100-5 в виде двух разновидностей: небоевые операции по поддержанию мира и боевые операции по установлению мира с оговоркой, что на конкретном театре военных действий состояние мира может существовать одновременно с состоянием войны.
В 1993 году на термин «военные операции, отличные от войны» в американских уставах было заменено понятие «конфликта низкой интенсивности».
В 1994 году этот пункт был конкретизирован в полевом руководстве FM100-23 «Операции по поддержанию мира» и наставлении объединённого комитета начальников штабов по проведению совместных операций в конфликтах низкой интенсивности (JP 3-07. Doctrine for Joint Operations in Low-Intensity Conflict), в котором имелся раздел «Операции по поддержанию мира» (JP 3-07.3. JTTP for Peacekeeping Operations).
В 1995 году было утверждено новое наставление комитета начальников штабов, посвящённое операциям в условиях отсутствия войны (Joint Doctrine for Military Operations Other Than War), где миротворческим миссиям был уделён отдельный раздел. Целями операций в условиях отсутствия войны декларировалось предотвращение войн в целях обеспечения интересов США. Для оперативного реагирования на кризисы предполагалось поддерживать постоянное военное присутствие американских войск за пределами США.